# Сніги Кіліманджаро (фільм, 1952)
«Сніги Кіліманджаро» (англ. The Snows of Kilimanjaro) — американський техніколор фільм, що вийшов 1952 року та створений на основі однойменного оповідання Ернеста Хемінгуея. Фільм зняв режисер Генрі Кінг, за сценарієм Кейсі Робінсона. В ньому знімались такі відомі актори, як Грегорі Пек в ролі Гаррі, Сьюзен Гейворд в ролі Хелен, і Ава Гарднер в ролі Синтії Грін (персонаж, придуманий для фільму). Закінчення фільму не відповідає закінченню книги.
Твір Е. Хемінгуея «Сніги Кіліманджаро» вважається одним з його найкращих оповідань, вперше був опублікований в журналі «Есквайр» у 1936 році, а потім перевиданий у книзі «П'ята колона і перші сорок дев'ять оповідань» (1938).
Фільм був номінований на два «Оскари» (серед кольорових фільмів) під час 25-ї премії «Оскар» за найкращу операторську роботу та найкращу роботу художника-постановника (Лайл Р. Уілер, Джон ДеКюр, Томас Літтл, Паул С. Фокс).
Фільм увійшов до списку суспільного надбання.

## Сюжет

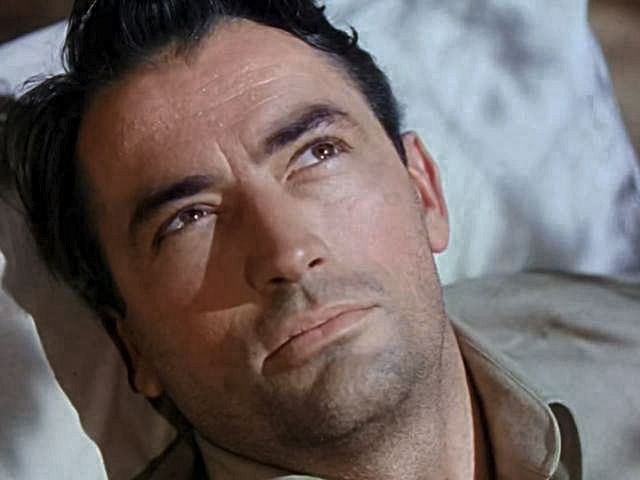
Грегорі Пек поринув у спогади, здригаючись від однієї думки про Африку

Фільм починається зі вступного слова — розповіді Хемінгуея: «Кіліманджаро — це засніжені гори 19,710 футів у висоту, що вважаються найвищими горами в Африці. Їх західні вершини називають Масаї 'Нгджі Нгі' дім Божий. Недалеко від західної вершини є висушена та заморожена туша леопарда. Ніхто не знає, що міг леопард шукати на такій висоті».
Історія зосереджується на спогадах розчарованого письменника Гаррі Стріта (Грегорі Пек), який знаходиться на сафарі в Африці. Він сильно інфікувався, уколовшись шипом. Тому він лежить перед своїм наметом в очікуванні повільної смерті. За сценарієм фільму він інфікувався від того, що вимушений був стрибнути в брудну річку, аби врятувати колегу-мисливця, який під час сафарі впав, втікаючи від бегемота. Разом з ними знаходиться і Хелен (Сьюзен Гейворд) — медсестра Гаррі, яка також готує їжу мисливцям. 
Втрата мобільності приводить до глибокої саморефлексії. У маренні, він згадує про свої колишні стосунки з Синтією (Ава Гарднер), яку він зустрів у Парижі серед членів «втраченого покоління». Після успішного продажу свого першого роману Гаррі вирішує не сидіти вдома, а краще поїхати на сафарі в Африку. Там спочатку його супроводжують щасливі моменти: Гаррі полює на носорога, а Синтія — вагітніє. Після повернення в Париж, Синтія і Гаррі кохають один одного. Пара знову подорожує. Синтія стає успішною журналісткою, але їх шлюб затьмарює викидень. Від так, Гаррі вважає, що дитина не завадить кар'єрі. Страждання, депресії і постійне вживання алкоголю призводить до того, що Синтія залишає Гаррі. А він починає зустрічатись з танцівницею фламенко, коли вона перейшла на роботу військового кореспондента.
Пізніше Гаррі знайомиться із заможною та впливовою графинею Елізабет (Гільдегард Кнеф), яку він зустрічає на Лазурному березі. Проте він все ще залишається вірним пам'яті Синтії. Напередодні свого весілля п'яна Елізабет висловлює Гаррі претензії за лист Синтії до Гаррі, відправленого з Мадриду. Елізабет знищує лист перед Гаррі, який намагається поїхати до Іспанії. Не знайшовши Синтії за мадридською адресою на конверті, він захоплюється боротьбою під час громадянської війні в Іспанії. Під час однієї із битв він зустрічає Синтію, яка працює водієм швидкої допомоги. В ході бою Синтію було смертельно поранено.  Гаррі, також отримує поранення коли він виносить вмираючу Синтію до лікаря.
Гаррі повертається в Париж. Коли він зупинився на мосту, щоб подивитися на річку, він зустрічає Хелен, яка нагадує йому Синтію. Після смерті свого улюбленого наставника дядька Білла (Лео Дж. Керол), Гаррі отримує листом його  заповіт, що дає йому розгадку історії з леопардом, який випадково заблукав. Гаррі бере Хелен на сафарі в Кенію, щоб дізнатися відповідь на загадку. Він там травмується, в результаті чого розвивається інфекція. Коли Гаррі був уже при смерті, Хелен звертається до знахарів та лікарів. Під час першого огляду медики відкрили рану Гаррі і врятували його від інфекції. Вранці його забирає медична група, що прилетіла літаком. Грифи і гієни, які вже чекали на смерть Гаррі втікають і не повертаються. Гаррі розуміє, що його кохає Хелен.

## Актори

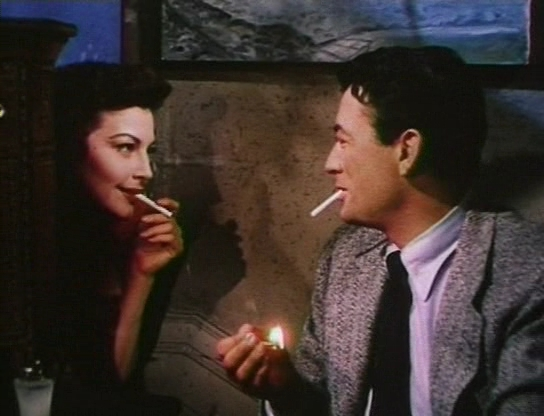
Грегорі Пек разом з Авою Гарднер

- Грегорі Пек в ролі Гаррі.
- Сьюзен Гейворд грає Хелен.
- Ава Гарднер як Синтія Грін
- Гільдегард Кнеф — графиня Елізабет
- Емметт Сміт
- Лео Р. Керрол в ролі дядька Білла
- Торін Тетчер — Пан Джонсон
- Марсель Даліо — Еміль
- Леонард Кері — доктор Сіммонс
- Пол Томпсон — знахар
- Ава Норрінг — Беатріс
- Хелен Стенлі — Конні
- Вісенте Гомес — гітарист
- Річард Аллан — іспанський танцюрист
- Карл Бейтс — Гаррі  (17 років)

## Зйомки

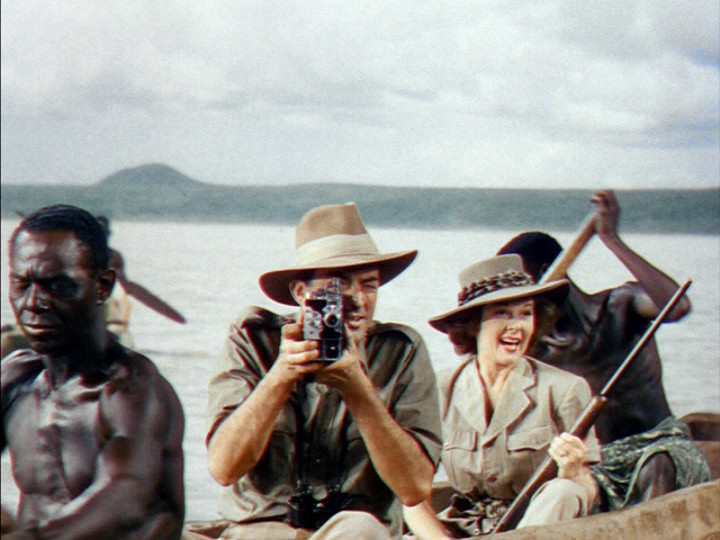
Гаррі і Сьюзен Гейворд

### Кастинг
Хамфрі Богарт, Річард Конте і Марлон Брандо, як повідомляється, розглядалися, як варіанти на головну чоловічу роль Дейлом Робертсоном.

### Зйомки
Фільм знімався безпосередньо на місці в Найробі, Кенії, Каїрі, Єгипті, а також на французькій Рив'єрі. Студійна робота була виконана в павільйоні № 14 на студії 20th Century Fox Studios.
Під час зйомок 8 квітня 1952 року, Грегорі Пек вивернув коліно і зйомки довелося відкласти на 10 днів, поки він лікувався у лікарні Пасифік Палисейдс, а Гільдегард Кнеф злягла з грипом в студії. Хоча вона удвох з Коулом Портером виконувала мелодії у фільмі. джазовий музикант Бенні Картер виконує пісню на початку фільму.
Зокрема, бій биків було взято з архівних кадрів, взятих на студії Fox's з  фільму 1941 року «Кров і пісок».

## Оцінка фільму

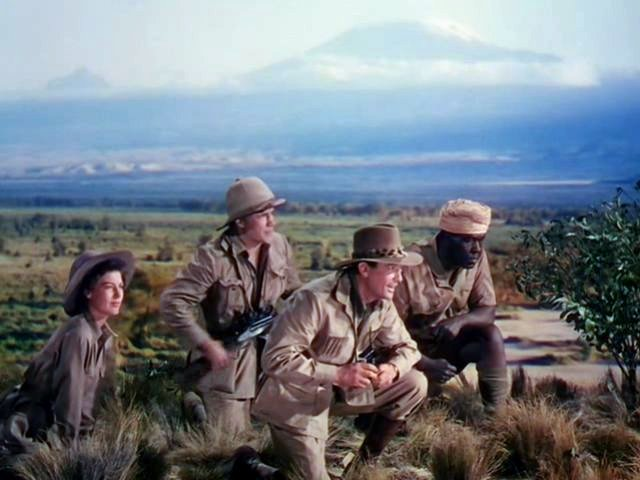
On location in Kenya

Завдяки участі у зйомках зоряного акторського складу, фільм став одним з найуспішніших фільмів початку 1950-х років, і заробив у прокаті, дуже пристойні по тим часам 12,5 млн дол.
Фільм був номінований на дві Нагороди Академії; за найкращу операторську роботу і Найкраща робота художника-постановника (Лайл Р. Уілер, Джон Де Кюр, Томас Літтл, Паул С. Фокс). Фільм отримав високу оцінку критиків, хоча деякі висловлюють думку що він скоріше «просто посередній» або «горезвісний». Кінематограф був високо оцінений, зокрема, і навіть найскладніші інтер'єри отримали високу оцінку. Бослі Кроутер з Нью-Йорк Таймс описав кіно як «чудовий і захоплюючий» фільм і заявив, що «обсяги виробництва прекрасні, повні блискучих деталей і сюрпризів, а настрій ностальгії і задумливого смутку, яка побудована за сюжетом має свої заклинання.» Він похвалив роботу Пека за його «вміння передати горіння і меланхолійні настрої», хоча він сказав, що Ава Гарднер зіграла «гідну та імпульсивну роль».
Каталог Боукера описав його як такий, що має «багато екшну і романтики» і заявив, що фільм зібрав «найпопулярніших знаменитостей кіно свого часу».
Е.Хемінгуей, який не любив типових голлівудських хепі-ендів, взяв гроші за фільм, але він так і не змусив себе подивитися фільм. Проте в 1954 році в журнальній статті Хемінгуей сказав, що гієна була найкращим виконавцем на картинці, яку письменник назвав в снігах Занук.

## Домашні медіа
20 століття Фокс випустила фільм на DVD в березні 2007 року, окремо і у складі п'яти дисків під назвою «Колекція фільмів Ернеста Хемінгуея», де також були зібрані такі культові фільми, як «Під моєю шкірою»,  «І сходить сонце», Прощавай, зброє!, і  Пригоди молодої людини.